# How to Be Dead
 (juin 2022).
Si vous disposez d'ouvrages ou d'articles de référence ou si vous connaissez des sites web de qualité traitant du thème abordé ici, merci de compléter l'article en donnant les références utiles à sa vérifiabilité et en les liant à la section « Notes et références ».
Singles de Snow Patrol
Spitting Games
(réédition) You're All I Have
How to Be Dead est le nom du quatrième single extrait de l'album Final Straw (2003) du groupe Snow Patrol.

## Différents formats
- E-CD

1. How To Be Dead
2. How To Be Dead (CLA Mix)
3. You Are My Joy (Live at Sommerset House)
4. Chocolate (Grand National Mix)

- 7"

1. How To Be Dead
2. How To Be Dead (CLA Mix)
3. Breathing Fire (Demo Version)